# 羯
羯（けつ）は、4世紀の中国北部の山西に存在した小部族。その派生については匈奴の他、小月氏であるとも言われる。五胡十六国時代に石勒の統治によって後趙を建てた。羯人は後趙が滅んだ350年頃の漢人の冉閔の大虐殺によりほぼ歴史から姿を消した。

## 名称
羯という名称については、『魏書』列伝第八十三にて「その先は匈奴の別部で、分散して上党武郷の羯室に住んだので、羯胡と号した」とあり、『晋書』載記第四（石勒載記上）では「その先は匈奴の別部羌渠の冑（ちゅう：子孫）である」とあるように、かつて南匈奴に属した羌渠種の子孫が上党郡武郷県の羯室という地区に移住したため、この名がついたという。
これについて内田吟風は「羯とは中国人がつけた蔑称であり、彼らが羯室に住んだため、そこにちなんで羯（去勢した羊）という意味を含めて、羯と呼んだ」としている。また、E. G. Pulleyblankは「羯とはエニセイ語で石を意味するkhes, kitの音訳で、石氏の石はその意訳である可能性が強く、逆に羯室とは彼らが移住したためについた地名である」とした。
後に羯は匈奴および異民族を指す代名詞となる（羯鼓：かっこ）。

## 歴史
五胡十六国時代の319年、羯族の石勒が匈奴の前趙（304年 - 329年）から独立して後趙を建てた。350年頃に後趙が衰退して漢人の冉閔が冉魏を建国したとき、羯人の殲滅を命じた。その後、羯族はほぼ中国史に姿を現さなくなるが、南北朝時代の爾朱栄が契胡、侯景が羌胡と言われており羯族との関連性も考えられている。

## 起源
羯族の起源については様々な説が存在する。『晋書』「石勒載記上」には「その先は匈奴の別部羌渠の冑（ちゅう：子孫）」とあり、羯族はかつて南匈奴に属した羌渠種の子孫が上党郡武郷県の羯室という地区に移住したものだという。
しかしE. G. Pulleyblankは、羌渠とはソグディアナの康居出身であるとしている。また、康居人を東イラン系とする説が多い中、その起源がトハラ人であると主張した。他にも羯族の石氏と「石国」（現在のタシュケント）や、ソグドの血を引く唐代の部将安禄山が羯胡と呼ばれていたことに着目する見方もある。また、匈奴に服属していた小月氏に由来を見出す説や、ケット系とする説がある。これは、「ケット」が「羯」の発音に近いことを基にしている。

## 言語
『晋書』「芸術列伝」には後趙の仏僧の仏図澄が発したという羯語が記されている。
この発言の説明は以下の通りである：
つまり、羯語で「秀支」は軍、「替戾剛」は出る、「僕谷」は劉曜（前趙の皇帝）の胡位、「劬禿當」は捕らえるという意味である。この一節の解釈には諸説があり、白鳥庫吉（1900年）やグスターフ・ラムステッド（1922年）などはテュルク語族系として翻訳を提唱している。一方、E. G. Pulleyblankはエニセイ語系であると主張した。